# Amor (canción)
«Amor» es una canción popular compuesta por Gabriel Ruiz Galindo. Formó parte de la banda sonora de la película Broadway Rhythm.
La letra en español fue editada por Gabriel Ruiz Galindo y Ricardo López Méndez, y en inglés por Sunny Skylar, lanzado como «More and More Amor». Dicha canción fue publicada en 1943.
Dos grabaciones conocidas en Estados Unidos fueron de Bing Crosby y Andy Russell. La primera por Crosby fue lanzada para Decca Records junto a la canción «Long Ago (and Far Away)» y llegó a ser elegida por Billboard magazine como canción posicionada en junio de 1944 con el puesto n.º 4. La segunda de Russell fue lanzada por Capitol Records, posicionándose por 8 semanas en el puesto n.º 5 de Billboard, el 25 de mayo de 1944. En la década de 1940, el acordeonista John Serry Sr. grabó la canción con el orquesta Alfredo Antonini y con la cantante Victoria Cordova para Muzak.
En 1961, el cantante de soul estadounidense Ben E. King hizo una versión para el álbum Spanish Harlem. Con el lanzamiento de su sencillo, se posicionó en el puesto n.º 18 en Billboard Hot 100 y n.º 10 en la lista de R&B.
Rod McKuen grabó una versión en disco en 1977.
Julio Iglesias grabó una versión en español titulada «Amor, amor, amor» incluida en su álbum Momentos (1982). Basadas en esta versión grabó nuevas versiones en italiano, portugués, francés e inglés para ser incluidas en sus álbumes cantados en estos idiomas.
Luis Miguel realizó una versión de la canción en español de Julio Iglesias para el álbum Mis romances (2001). Esta canción se ubicó en el #13 de los más escuchados en los Billboard Hot Latin Songs.